# غرايم بورتر
غرايم بورتر (18 مارس 1955 في أستراليا - ) (بالإنجليزية: Graeme Porter)‏ هو لاعب كريكت أسترالي. شارك مع منتخب أستراليا الوطني للكريكت.

## وصلات خارجية
- غرايم بورتر على موقع إي آس بي آن كريك إنفو (الإنجليزية)